# Belžské knížectví
Belžské knížectví (polsky Księstwo Bełskie, ukrajinsky Белзьке князівство) bylo v 12. až 15. století menší východoslovanský státní útvar ve východní Evropě s hlavním městem Belz, které obklopovalo přilehlé území nevelkého knížectví. Vzniklo v roce 1170 během rozpadu Kyjevské Rusi a vzhledem ke své poloze často měnilo svého vlastníka, byly jimi Volyňsko-vladimirské knížectví (1170–1234), Haličsko-volyňské království (1234–1340), Litevské velkoknížectví (1340–1377), Uherské království (1378–1388), Mazovsko (1388–1462) a nakonec od 1462 Polské království, které ho začlenilo ke svým zemím jako vojvodství. 
Knížectví sousedilo na západě se zeměmi chełmskou a přemyšlskou, na severu s knížectvím vladiměrským, se zemí kremeneckou na východě a se zemí lvovskou na jihu.